# Station Bègles
Station Bègles is een spoorwegstation in de Franse gemeente Bègles. Het wordt bediend door treinen van het netwerk TER Nouvelle-Aquitaine op het traject Bordeaux - Langon. Er is ook een halte van lijn C van de Tram van Bordeaux.